# Strumigenys baal
Strumigenys baal  (лат.) — вид мелких земляных муравьёв из подсемейства мирмицины (Myrmicinae).Юго-Восточная Азия: Борнео (Сабах, Малайзия).
Мелкие муравьи (около 3 мм) с сердцевидной головой, расширенной кзади. Длина головы HL 0,68—0,74 мм, ширина головы HW 0,47—0,50 мм (мандибулярный индекс MI 42—43). Головной дорзум с 4-6 отстоящими волосками у затылочного края. Обладают длинными жвалами с двумя апикальными шиповидными зубцами и одним преапикальным. Основная окраска тела коричневая. Усики 6-члениковые. Заднегрудка с 2 проподеальными шипиками.
Сходен с представителями видового комплекса S. rofocala-complex. Отличается от близких видов Strumigenys edaragona и Strumigenys rofocala полностью гладкими боками проподеума. 1-й тергит брюшка с простыми отстоящими волосками.
Стебелёк между грудкой и брюшком состоит из двух члеников: петиолюса и постпетиолюса (последний четко отделен от брюшка), жало развито, куколки голые (без кокона). Предположительно, как и другие виды рода, специализированные охотники на коллембол. Вид был впервые описан в 2000 году английским мирмекологом Барри Болтоном (Лондон, Великобритания).